# Luis de Figueroa y Alonso-Martínez
Luis de Figueroa y Alonso-Martínez, II conde de Romanones y VI conde de la Dehesa de Velayos (Madrid, 24 de noviembre de 1890-17 de agosto de 1963), fue un político español, diputado por Úbeda en las Cortes de la Restauración.

## Biografía
Hijo de Álvaro de Figueroa y Torres Sotomayor, I conde de Romanones y de Casilda Alonso-Martínez y Martín. Hermano de los diputados Álvaro, Carlos y Eduardo.
Ingeniero industrial, fue diputado por el distrito de Úbeda en las Cortes de la Restauración, en las elecciones de 1918, 1919, 1920 y 1923, siguiendo los pasos de su padre, dentro del romanonismo.
Estuvo casado con María de la Concepción Pérez de Guzmán el Bueno y Salabert, condesa de Quintanilla, en primeras nupcias, y con Blanca María de Borbón y de León, nieta del infante Enrique de Borbón, en segundas. De su primer matrimonio nació su sucesor, Luis de Figueroa y Pérez de Guzmán el Bueno.